# Джеймс Джонстон
Джеймс Джонстон (англ. James Johnston) — англійський альтернативний рок музикант і художник.

## Біографія

### Музикант
У 1988 році Джеймс Джонстон заснував лондонський альтернативний рок гурт Gallon Drunk як фронтмен і автор пісень. Гурт активно записується та гастролює до теперішнього часу, випустивши вісім студійних альбомів, збірників та один концертний альбом, останнім із яких став відомий «The Soul Of The Hour» 2014 року.
У 1994 році Джонстон був гастрольним учасником гурту Nick Cave and the Bad Seeds, замінивши Блікса Баргельда (Blixa Bargeld) під час виступів гурту на музичному фестивалі Lollapalooza. Джонстон був повноцінним учасником Nick Cave and the Bad Seeds з 2003 по 2008 рік, взявши участь в альбомах Abattoir Blues / The Lyre of Orpheus (2004) та Dig, Lazarus, Dig!!! (2007).
У 2009 році Джонстон став учасником гурту Лідії Ланч (Lydia Lunch), Big Sexy Noise, склад гурту:
- Лідія Ланч — вокал,
- Джеймс Джонстон — гітара,
- Террі Едвардс (Terry Edwards) — орган, саксофон,
- Ян Уайт (Ian White) — ударні.[2]

1 червня 2009 року на рекорд-студії Sartorial Records було випущено міні-альбом Big Sexy Noise із шести треків, який містив кавер на пісню Лу Ріда «Kill Your Sons», а також «The Gospel Singer», пісню, написану у співавторстві з Гордоном (Gordon). Дебютний однойменний альбом Big Sexy Noise був випущений у 2010 році, а  у 2011 році — альбом Trust The Witch. Для підтримки обох альбомів Лідія Ланч та її гурт здійснили турне по Європі.
Він також записувався та гастролював з багатьма іншими музикантами, включаючи Баррі Адамсона, французький альтернативний рок-гурт Ulan Bator, а також як учасник легендарного краут-рок гурту Faust, а також записувався і виступав з PJ Harvey.
Джонстон брав участь у численних кіно- та телевізійних проектах, він співпрацював із PJ Harvey у виставах «The Nest» та «All About Eve». Він співпрацював з Кеном Расселом (Ken Russell) і знімався у фільмі Clean, французького режисера Олів'є Ассаяса (Olivier Assayas).
У листопаді 2016 року Джонстон випустив сольний альбом The Starless Room, продюсером якого став Йоганн Шерер (Johann Scheerer). 26 лютого 2021 року Джонстон випустив спільний альбом із музикантом і фотографом Стівом Галліком (Steve Gullick) під назвою We Travel Time.

### Художник
Його звернення до живопису розпочалося з замальовок у готельних номерах під час гастролей, але згодом заняття живописом стали щоденною студійною практикою. Роботи Джонстона використовувалися для обкладинок книг, обкладинок альбомів і художніх публікацій. Джонстон — художник фігуративіст. Його картини одночасно сміливі і розкуті. Часто тривожні, з чорним гумором, з тотемічними образами на межі реальності та уявного світу.

#### Персональні виставки
The Stash gallery, London. 2019.

#### Групові виставки
- Linear — Gallery 64a. 2018.
- Extricate — Gallery 64a. 2018.
- A Letter in Mind — The Oxo Tower, London. 2018.
- Push The Boat Out — The Art Academy Walworth. 2018.
- Jo Mama's Alphabet Show — Studio One gallery. 2018.
- Jo Mama's Second Alphabet Show — A-side B-side gallery. 2018
- You Know More Than I Know — The Art Academy, London. 2019
- A Letter in Mind — The Oxo Tower, London. 2019.

#### Статті в журналах і книгах
- Persona #8.  France. 2019
- Sargasso arts magazine (Featured artist and cover art).  Germany. 2018
- Epifanio 2018 edition. Estonia.Johnson is a figurative painter.
- Featured artist in Prospero Arts, The Economist. 2019.[7]
- The Art of the Murder Ballad. (featured artist)  Holland.
- 'Nadirs' — Tom Buron. (cover art)
- 'Love is an ancient disease' — M.A. Littler. (cover art).